# I predatori di Atlantide
I predatori di Atlantide è un film del 1983 diretto da Ruggero Deodato con lo pseudonimo di Roger Franklin.
Si tratta di un film a basso costo, che, come suggerisce il nome, ha una trama avventurosa con elementi fantascientifici e splatter, basata sulla riscoperta della mitica Atlantide. Si basa sull'imitazione di vari film, in particolare post apocallittici, in voga in quegli anni; il titolo è una palese citazione de I predatori dell'arca perduta.

## Trama

Mike (Connelly) e Washington (Farrakhan) in una scena del film

Ambientato nel futuro nell'anno 1994, nei mari al largo delle coste della Florida è affondato un sommergibile atomico sovietico e la piattaforma oceanica "Echo 1" sta eseguendo le operazioni di controllo e di recupero. Durante queste operazioni viene ritrovata una strana tavoletta incisa con simboli che nessuno dell'equipaggio è in grado di comprendere, viene quindi convocata la dottoressa Kathy Earls, abile nella decifrazione dei linguaggi precolombiani. Mentre la dottoressa esamina la tavoletta cominciano a verificarsi fatti strani che culminano nel completo black-out di tutti i meccanismi della piattaforma e in una colossale onda che sommerge tutti, compresi Mike Ross e "Washington" due avventurieri a bordo di uno yacht privato che si stavano dirigendo verso il continente. La barca si salva e riesce a rimanere a galla, accogliendo alcuni lavoratori della piattaforma che in seguito all'onda sono stati gettati in mare, tra questi vi sono il fisico nucleare Sanders, Billy Cook, un abile pilota d'elicottero, Kathy Earls e altri due operai della piattaforma.
Il gruppo decide di fare rotta verso terra ma i comandi vanno in avaria e la nave è in balia delle correnti che la portano verso un'isola. Qui il potere è detenuto da un gruppo di ladri e assassini, comandati da un uomo violento e crudele che porta sempre una maschera a forma di teschio di cristallo.
I naufraghi iniziano a incrociare il fuoco con questi assassini, ma la supremazia degli avversari è tale che la dottoressa Earls viene rapita e portata in un'isola vicina, misteriosamente apparsa dal nulla durante la grande tempesta. Gli altri naufraghi decidono di andare a salvarla, ma molti di essi cadono negli scontri e il gruppo si riduce ai soli Mike Ross e "Washington", che alla fine, dopo una dura battaglia, riescono a salvare la dottoressa e scoprono che la misteriosa seconda isola è in realtà Atlantide, riemersa grazie alle radiazioni nucleari del sommergibile sovietico. I tre superstiti riescono a salvarsi, ma subito dopo l'isola ritorna tra le profondità degli abissi.

## Accoglienza

### Critica
Il capo dei giovani delinquenti a cavalcioni sulle moto ha il volto coperto da un teschio di cristallo, Mike e Washington [...] sembrano guerriglieri freschi di Vietnam e l'azione si svolge nel lontano (ma già allora vicino) ...1994.»
(Fantafilm)